# Resolución (música)

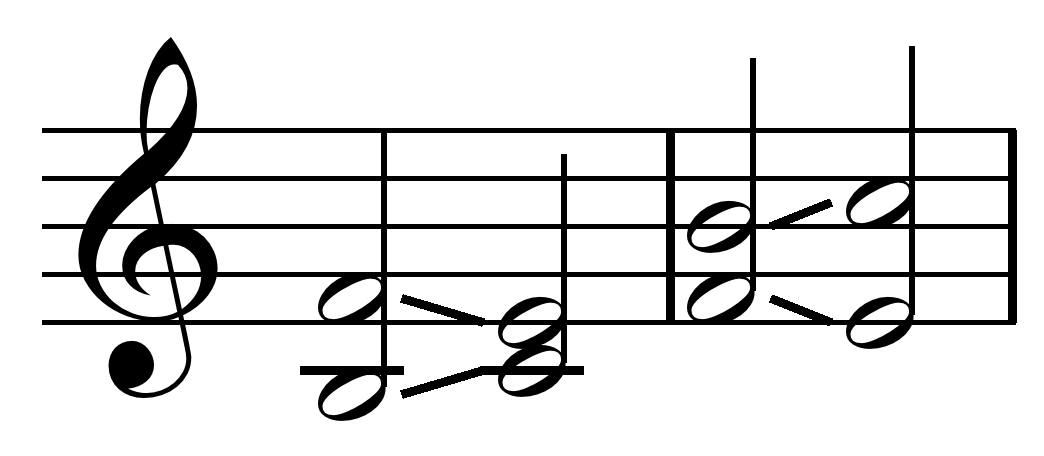
Tritono de séptima de dominante «resolución estricta» (en do): una disonancia de una quinta disminuida resuelve paso a paso hasta una consonancia de una tercera mayor o su inversión, una disonancia de una cuarta aumentada, resuelve paso a paso hacia una consonancia de una sexta menor.

Una resolución es, en la teoría musical occidental, el cambio de una nota o acorde desde la disonancia (un sonido inestable) hasta la consonancia (un sonido más estable y definitivo).
Se puede usar la disonancia, la resolución y el suspense para crear interés musical. Cuando se espera resolver una melodía o progresión armónica hasta una cierta nota o acorde, se puede resolver en su lugar una nota diferente pero igualmente adecuada, creando un sonido interesante e inesperado. Por ejemplo, la cadencia engañosa o deceptiva.
- Datos: Q568678